# Franco Barberi
Franco Bàrberi (Pietrasanta, 16 agosto 1938) è un vulcanologo e politico italiano.

## Biografia

### Carriera accademica
Laureato in geologia all'Università di Pisa, ha cominciato in questo ateneo una carriera accademica che lo ha portato a divenire professore ordinario di vulcanologia, occupando tale cattedra dal 1975 al 2001; prima di andare in pensione ha avuto lo stesso incarico anche all'Università Roma Tre. Nel 1989 ha ricevuto la laurea honoris causa in fisica dall'Università di Bologna. È autore di oltre trecento pubblicazioni scientifiche.
Nel 1999 coordina la pubblicazione del Censimento di vulnerabilità degli edifici pubblici, strategici e speciali nelle regioni Abruzzo, Basilicata, Calabria, Campania, Molise, Puglia e Sicilia, il cosiddetto rapporto Barberi, un'opera che raccoglie la mappatura di tutti gli edifici pubblici delle sei regioni considerate a più alto rischio sismico.
È stato direttore del Progetto Finalizzato Geodinamica del Consiglio Nazionale delle Ricerche, che ha condotto le prime ricerche sistematiche sul rischio sismico e sul rischio vulcanico in Italia, portando anche alla classificazione sismica del territorio nazionale. Ha fondato e diretto il Gruppo Nazionale per la Vulcanologia del CNR, che ha promosso lo sviluppo delle reti di monitoraggio dei vulcani attivi italiani e la predisposizione di piani d'emergenza in caso di eruzione.

### Carriera politica
Nel 1995 viene nominato sottosegretario di Stato alla Presidenza del Consiglio dei ministri con delega al coordinamento della Protezione Civile nel governo Dini.
Alle elezioni politiche del 1996 viene candidato al Senato della Repubblica, tra le file dell'Ulivo non risultando però eletto. Fu in seguito sottosegretario al Ministero dell'Interno nei governi Prodi I, D'Alema I e D'Alema II. Era Capo Dipartimento della Protezione Civile durante lo scandalo della missione Arcobaleno e sul suo operato si levarono molte critiche, che gli valsero anche un tapiro d'oro consegnatogli da Striscia la notizia.

## Procedimenti giudiziari
In seguito alla riunione della Commissione Nazionale per la Previsione e Prevenzione dei Grandi Rischi, Barberi è stato processato per omicidio colposo plurimo. L'accusa non deriva, come erroneamente riportato da alcuni organi di stampa, dal non aver previsto il terremoto o fatto evacuare il capoluogo abruzzese, quanto dall'aver dato indicazioni erronee alla popolazione, causando la morte di chi ha seguito quelle indicazioni. Un sismologo presente alla riunione ha riferito che durante la riunione stessa sono state fatte affermazioni non suffragate da dati scientifici, e "previsioni" rassicuranti ma prive di fondamento.
Il 22 ottobre 2012 Franco Barberi viene condannato dal giudice Marco Billi a sei anni di reclusione, interdizione perpetua dai pubblici uffici e interdizione legale durante l'esecuzione della pena, e risarcimento fino a 450 000 euro per le vittime, assieme agli altri partecipanti alla riunione della Commissione Grandi Rischi (Enzo Boschi, Bernardo De Bernardinis, Giulio Selvaggi, Gian Michele Calvi, Claudio Eva e Mauro Dolce).
Il processo di appello, conclusosi il 10 novembre 2014, ha confermato l'esistenza di un omicidio colposo, condannando però il solo De Bernardinis e assolvendo tutti gli altri, fra cui Barberi.